# Априкале

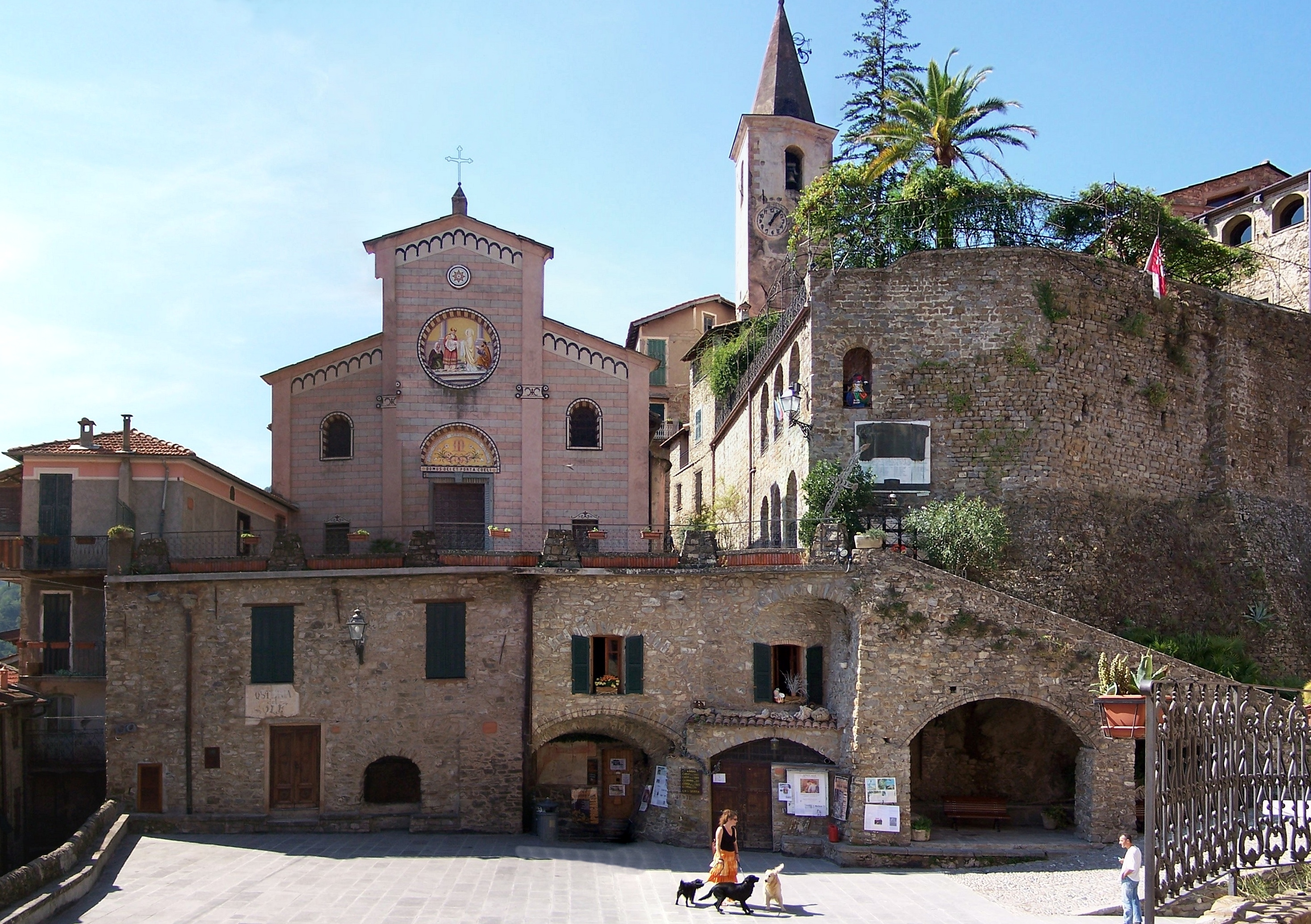

Априкале (італ. Apricale, ліг. Brigar) — муніципалітет в Італії, у регіоні Лігурія, провінція Імперія.
Априкале розташоване на відстані близько 460 км на північний захід від Рима, 120 км на південний захід від Генуї, 30 км на захід від Імперії.
Населення — 613 осіб (2014).

## Демографія
Населення за роками:

Станом на 1 січня 2023 року в муніципалітеті офіційно проживало 145 іноземців з 26 країн, серед них 83 громадяни країн Євросоюзу.

## Сусідні муніципалітети
- Баярдо
- Кастель-Вітторіо
- Дольчеаккуа
- Ізолабона
- Перинальдо
- Пінья
- Роккетта-Нервіна
- Санремо